# Guavanin 2

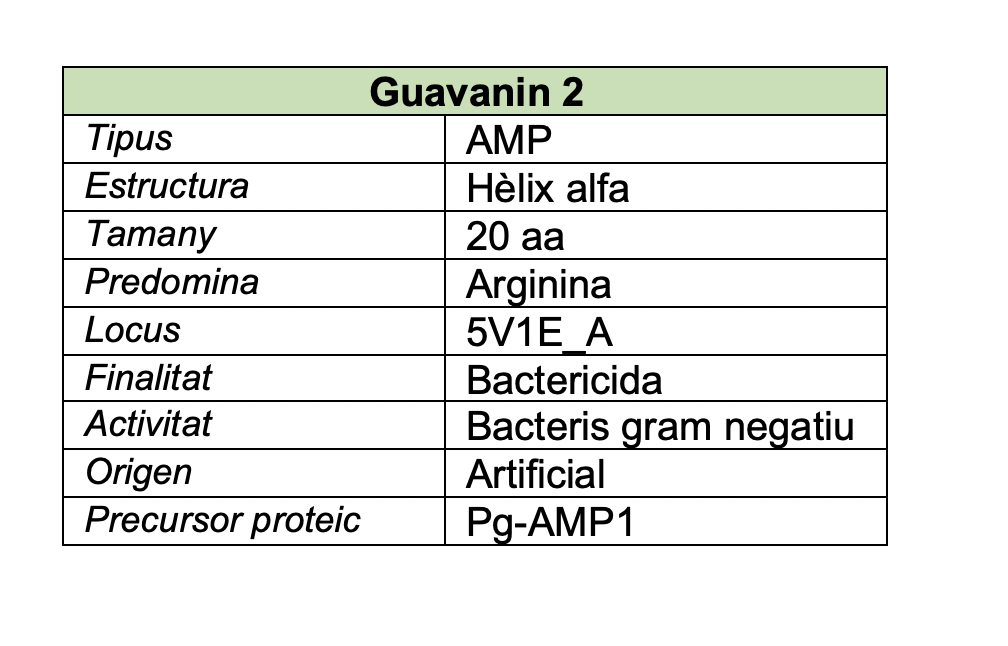
Informació bàsica de la Guavanin 2

Guavanin 2 és un pèptid antimicrobià (AMP) amb propietats contra els bacteris, sobretot, gramnegatius. Pèptid artificial modificat a partir d'un algorisme genètic. Recombinant d'un pèptid de guaiaba amb una alta composició de glicina (Pg-AMP1), prèviament aïllat de llavors de Psidium guajava. Guavanin 2 és sintetitzat davant la necessitat d'una alternativa als antibiòtics, com a estratègia per controlar la resistència bacteriana. Caracteritzat, actualment, per ser un pèptid prototip en termes d'estructura i activitat.

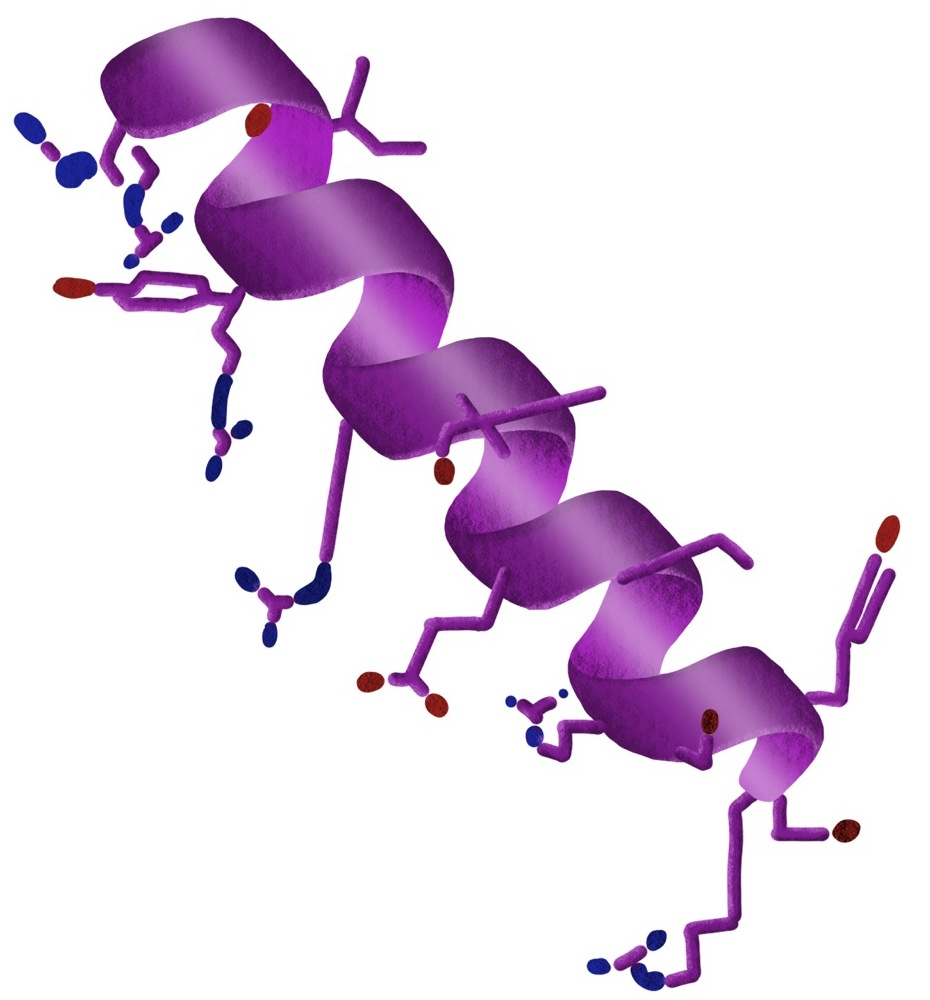
Imatge de la Guavanin 2.

## Història
La investigació d'aquest pèptid és recent. El seu descobriment es deu al fet que es va fer un experiment que consistia a fer una creació de diferents tipus de Guavanin i seleccionat en funció dels valors d'aptitud. D'entre tots els tipus, Guavanin 2 era el que més ressaltava envers els altres degut la potència que presentava. Com diu l'article Computer-Aided Design of Antimicrobial Peptides: Are We Generating Effective Drug Candidates?: «A total of 15 peptides, named guavanin 1 to 15, were selected due to their higher fitness values. During screening steps for antimicrobial activity, the variant guavanin 2 was the most potent and, therefore, selected for in-depth analysis.».
Per una banda, aquest pèptid sorgeix de la necessitat de tenir una forma alternativa als antibiòtics tradicionals, i suposa un gran interès, ja que la majoria de pèptids antimicrobians estan dirigits als bacteris grampositius, tenint pocs antibiòtics que actuïn pels bacteris gramnegatius. El pèptid artificial Guavanin 2 té com a principal diana aquests bacteris gramnegatius. Per tant, la raó principal per dur a terme la creació d'aquests pèptids és la lluita contra la resistència als antibiòtics, que en l'actualitat presenta problemes de salut, i fins i tot la mort.

## Característiques bàsiques
- Locus: 5V1E_A
- Sense estructura secundària definida a l’aigua, però tendència a la hèlix alfa en dissolvents orgànics.
- Estructura hèlix alfa amfipàtica, ja que la formen tant aminoàcids hidrofòbics com polars.
- Energia potencial de solvatació de 2,38 ± 0,33 MJ mol-1
- Pèptid bactericida a baixes concentracions.[2] Valors baixos de la concentració inhibtòria mínima.
- Cinètica d'actuació variable depenent del substrat sobre el que actua.
- Considerat un pèptid segur. No observació de citotoxicitat en eritròcits humans ni cap a les cèl·lules renals embrionàries. Per aconseguir un efecte tòxic, es requeriria una administració 24 vegades major d’aquest.

## Estructura i composició
L'estructura de la Guavanin 2 està composta per un total de 20 aminoàcids, que li donen un pes molecular aproximat de 2200 Daltons, ja que cada aminoàcid té un pes estimat de 110 Daltons. De la seva composició crida l’atenció que malgrat estar sintetitzada a partir del Pg-AMP1, que és una molècula molt rica en glicina, la Guavanin 2 només té un residu d’aquest compost i això provocarà diferències notables en les actuacions d’ambdós pèptids. També s'ha de destacar la reiterada presència d'Arginina (Arg), ja que el pèptid presenta fins a sis residus d’aquest aminoàcid, i per acabar, la presència de tres residus de Tirosina (Tyr) que condicionaran sensiblement les característiques de la Guavanin 2.

### Estructura primària
L'estructura de la Guavanin 2 presenta diferències de polaritat a causa dels aminoàcids que la formen; podem observar un caràcter molt polar o hidròfil a zones riques en Arginina (Arg) o Glutamina (Gln), que són aminoàcids molt repetits en la seqüència del pèptid, però també en altres residus més esporàdics com l'Àcid glutàmic (Glu) o la Serina (Ser). D'altra banda, la hidrofobicitat o apolaritat ve donada majoritàriament pels aminoàcids de Tirosina (Tyr), que tot i tenir un grup polar hidroxil a la seva cadena lateral, aquest està enganxat a un anell aromàtic que li treu tota la polaritat a l'aminoàcid. Altres residus amb cadenes laterals formades únicament d'hidrocarburs com la Leucina (Leu), Isoleucina (Ile) i Glicina (Gly) també contribueixen a la hidrofobicitat tot i tenir una representació minoritària a la molècula.

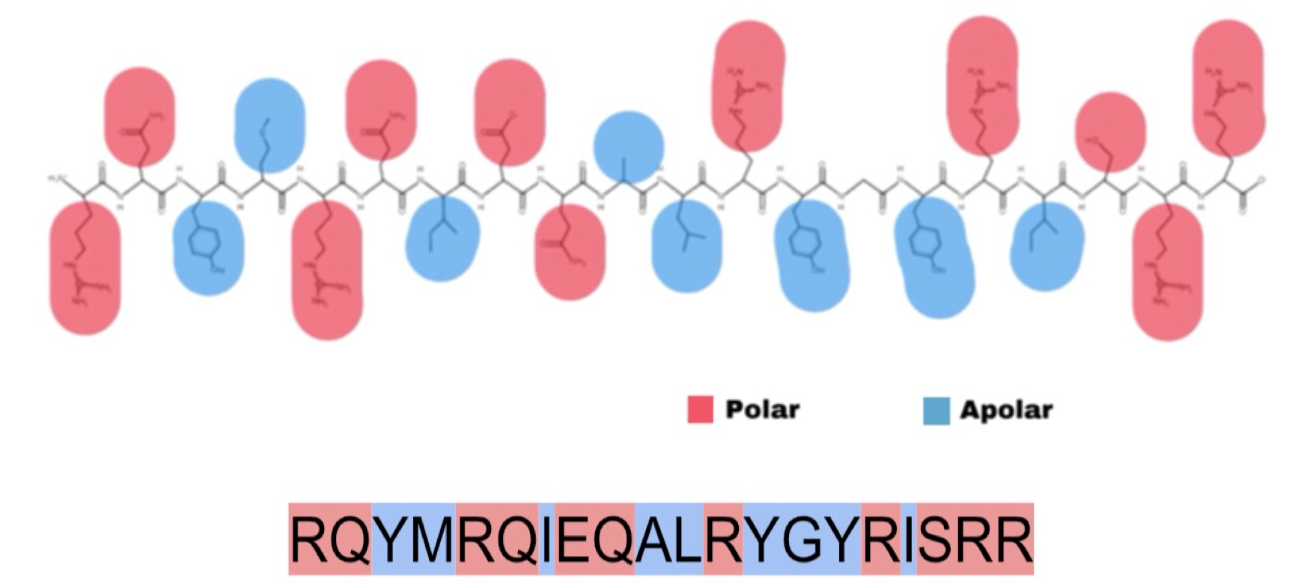
Distribució de polaritat a l'estructura lineal (Guavanin 2)

Quant a la càrrega elèctrica del pèptid, aquesta depèn únicament de la càrrega de les cadenes laterals dels aminoàcids i dels extrems amino i carboni terminals. Només alguns aminoàcids concrets tenen càrrega associada, en el cas de la Guavanin 2 aquests són l’Arginina (Arg) i l’Àcid glutàmic (E). Per tot plegat, si calculem la càrrega neta de la molècula ens dona un balanç positiu de +5. Aquesta càrrega neta és vital per a la seva funció bactericida, ja que els fosfolípids de les membranes dels bacteris gramnegatius estan carregats negativament, i això provoca interaccions atractives entre la càrrega positiva de la Guavanin 2 i aquests caps dels fosfolípids.

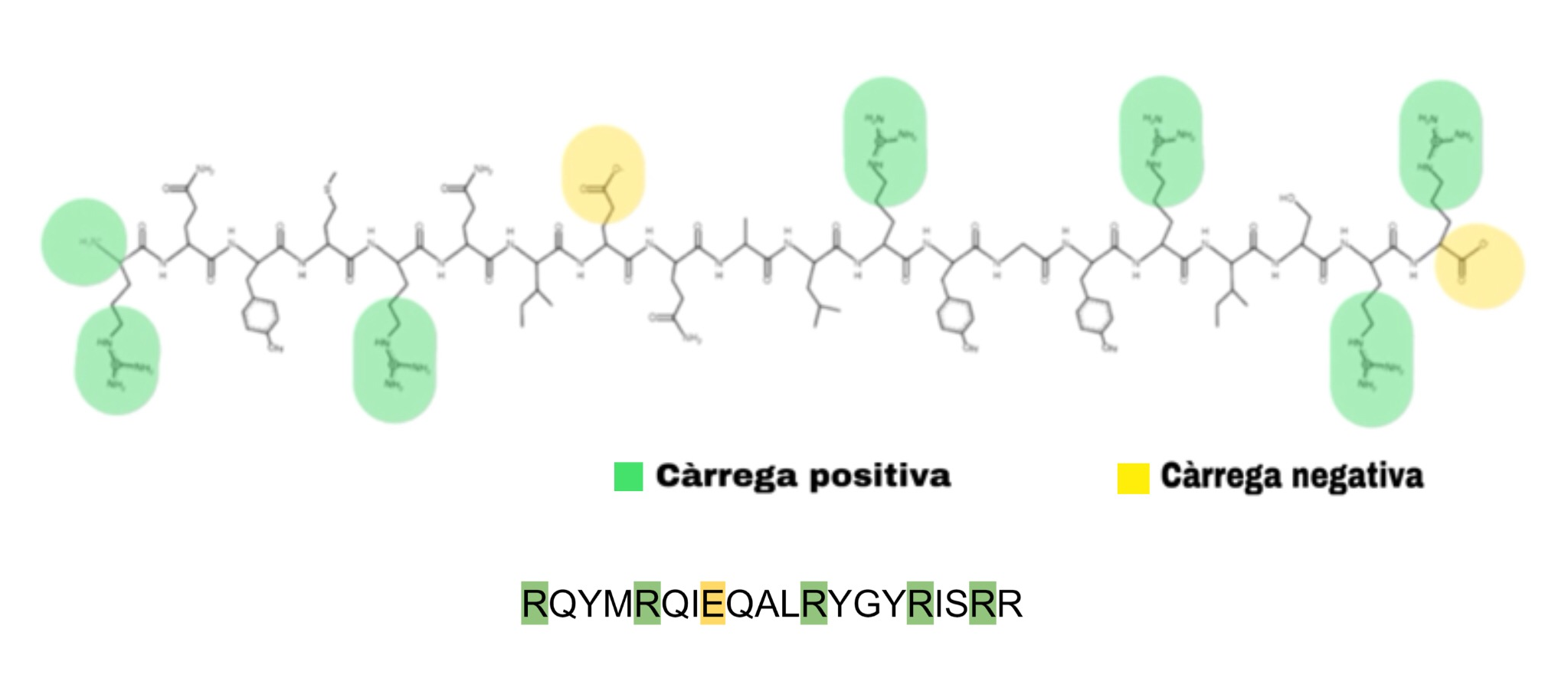
Distribució de càrregues a l'estructura lineal (Guavanin 2)

### Estructura secundària
L'estructura secundària d'aquesta proteïna està formada per una cadena principal amb conformació d'hèlix alfa. Concretament, la Guavanin 2 forma una hèlix alfa amfipàtica, perquè la polaritat de l'estructura secundària depèn de la polaritat dels aminoàcids que la formen, i en aquest cas trobem tant aminoàcids polars com apolars a la seva cadena (com podem veure en la figura de distribució de polaritat). L'estabilització d'aquesta estructura de la regió amino terminal es dona gràcies als ponts d'hidrogen establerts pels residus d'Arginina (posició 1), Glutamina (posició 2) i Tirosina (posició 3). Altrament, pel que fa a l'estructura central, aquesta és estabilitzada per la Glutamina (posició 9) que estableix ponts d'Hidrogen amb dues Arginines (posicions 5 i 12). Posteriorment, mitjançant un estudi encapçalat per William F. Porto, professor de la Universitat Catòlica de Brasília, es va determinar que en dissolució aquosa la Guavanin 2 és incapaç de formar una estructura helicoidal i, per tant, es queda amb forma indefinida. Fins que no es va canviar la dissolució aquosa per un medi apolar que proporcionava un entorn hidrofòbic, no va sorgir una estructura hèlix alfa estable. A més a més, es van fer estudis de Dicroisme Circular a diferents pH per saber en quines condicions d'acidesa era més estable l'estructura secundària. Es va arribar a la conclusió que s'obtenia màxima estabilitat en pH=4, on l'estructura secundària del pèptid ocupa el 42% de la seva estructura, i el 92% de l'estructura secundària és hèlix alfa.

## Funcions
El pèptid Guavanin 2 té una funció antimicrobiana. La necessitat d'un pèptid amb funcions determinades naix de la problemàtica que comporten les infeccions causades pels bacils gramnegatius, els quals estan associats en molts casos amb infeccions intrahospitalàries a l'UCI. Davant la resistència dels microorganismes als antibiòtics habituals i la necessitat d’adquisició d’un mètode alternatiu als antibiòtics convencionals, entra en joc la Guavanin 2, que té una gran potència d’AMP conjugada amb poca citotoxicitat cap a les cèl·lules humanes. Sent un AMP, gran importància pel seu baix cost, alta productividad i us ràpid, en contrast als anitbiòtics.

### Mecanisme d'actuació
D'entre els pèptids modificats amb l'algoritme genètic, s'escull el pèptid Guavanin 2 purificat, que presenta gran capacitat per atacar bacteris, sobretot, gramnegatius, sent aquests capaços de crear mutants i compartir gens que codifiquen mecanismes de resistència a antibiòtics. Molt efectiva contra Escherichia coli i Acinetobacter baumannii, espècies de bacteris Gramnegatius i exposició d'una activitat limitada contra Klebsiella pneumoniae. La Guavanin 2 mostra una activitat destructora molt poc considerable enfront dels bacteris Grampositius i un perfil també modest amb relació als fongs, donant lloc a una mort pobre del llevat Candida parapsilosis. L'activitat anti-biofilm també es va provar contra E. coli, Staphylococcus aureus, K. pneumoniae i C. albicans, i el pèptid artificial només va ser capaç de reduir les biopel·lícules de Candida albicans.
Així, s'ha pogut observar que la Guavanin 2 té com a funció atacar els bacteris i induir-los la mort, però observant els efectes de destrucció d'aquesta, s'ha conclòs que ho fa amb una lenta capacitat d'actuació. S'observa que després de 120 minuts d'incubació del bacteri a una concentració 12,5 µM de pèptid (dues vegades per sobre de la concentració mínima inhibitòria), aproximadament només un 20% de les cèl·lules de E. Coli moren. L'objectiu primordial en molts tipus d'AMPs i així també per aquest pèptid, és la membrana bacteriana. D'aquesta manera, es duu a terme una anàlisi de la permeabilitat de la membrana i la despolarització de cèl·lules E.Colis, amb SYTOX Green (SG), un indicador fluorescent de cèl·lules amb la membrana afectada pels bactericides, i DiSC3 (5). Els resultats obvien que la Guavanin 2, provoca una quantitat lenta i molt petita de fluorescència en comparació amb els controls positiu i negatiu. D'aquesta manera, amb la prova de fluorescència DiSC3 (5), la qual detecta i mesura canvis en el potencial transmembrana es conclou que la cinètica lenta és degut al fet que el pèptid actua mitjançant la hiperpolarització de la membrana, un procés més lent que la hidròlisi d'aquesta, mètode dut a terme per la majoria de pèptids antimicrobians. Així, es pot afirmar que la forma d'actuació del pèptid Guavanin 2 és diferent de la gran majoria de AMPs, quelcom causat per la composició que aquesta presenta i les propietats que se'n deriven.

### Experimentin vivo[5]
Davant les sorprenents i prometedores característiques de la Guavanin 2, un experiment in vivo es va dur a terme per tal de comprovar l'eficàcia d'aquest pèptid davant d'un bacteri anomenada Pseudomonas aeruginosa. A més a més aquesta prova va servir per comparar l'actuació de la Guavanin 2 amb la del seu pèptid precursor Pg-AMP1 i un fragment aïllat d'aquest últim, característic per les seves suposades capacitats antimicrobianes. Per realitzar aquest estudi es van necessitar 24 ratolins, que es van dividir en dos experiments independents. En altres paraules, cada experiment comptava amb dotze ratolins dividits en tres grups de quatre individus cadascun.
1. A cada ratolí se li va afaitar el pelatge de la part posterior corporal, i se'ls va exposar a una calor local suficient per produir abrasions i així danyar l'epidermis.
2. Posteriorment es van inocular 50 μL que contenien 5 × 10^7 UFC (número de cèl·lules en dissolució aquosa) del bacteri P. aeruginosa.
3. Més tard es van injectar els pèptids pertinents en funció del grup al qual formaven part els ratolins. Cada grup de quatre rebia la dosi d'un dels pèptids a analitzar.
4. Un cop havien rebut el pèptid antimicrobià els animals van ser sacrificats, i se'ls va extirpar el teixit necrosat, que darrerament es va reservar.
5. Al cap de quatre dies des de la infecció bacteriana, es van homogeneïtzar i diluir les mostres, amb l'objectiu de fer un recompte de quants UFC de bacteris quedaven a cada ratolí
6. Per finalitzar, es van calcular les mitjanes de reducció dels bacteris per a la Guavanin 2, Pg-AMP1 i el fragment de Pg-AMP1. Mitjançant l'estadístic ANOVA es va calcular l'homogeneïtat de les mitjanes dels tres grups i es va arribar a la conclusió que la Guavanin 2 tenia una resposta molt més significativa que els altres dos pèptids, que només podien igualar l'acció de la Guavanin 2 si es trobaven en altes concentracions.

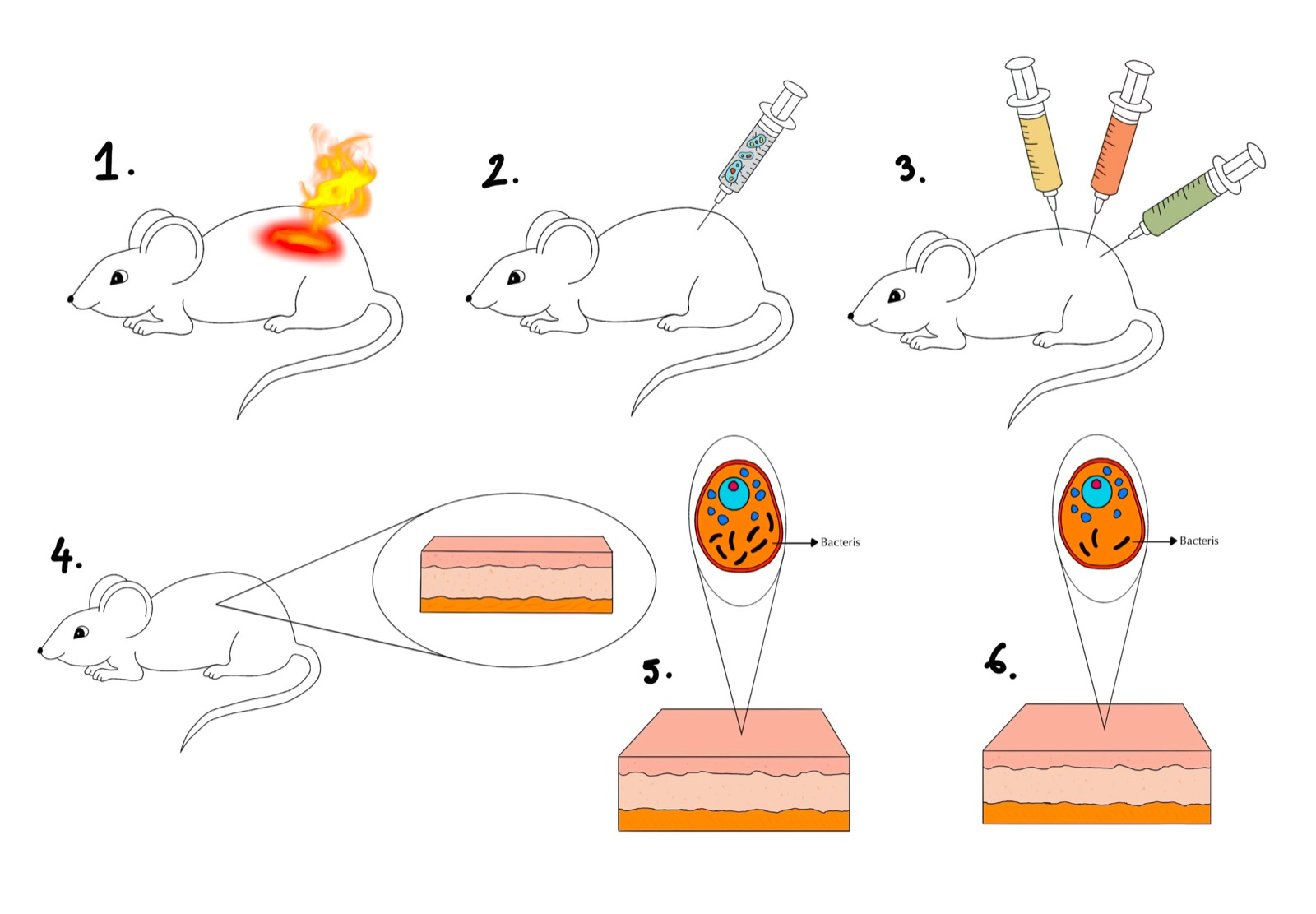
Procés de l'experiment in vivo per mesurar l'eficàcia bactericida de la Guavanin 2.

### Futures aplicacions
Un estudi de l’any 2010 va revelar que els bacteris gram-negatius són responsables del 30% d’infeccions hospitalàries, sobretot en casos de pneumònia i tracte urinari on tenen una incidència del 47% i 45%, respectivament. Encara més preocupants van ser les dades de les unitats de cures intensives (UCI), on tan sols 7 espècies d’aquest tipus de bacteri provocaven el 70% de les infeccions. Aquests resultats van ser similars als obtinguts a Grècia dos anys abans, al 2008, els quals mostraven que a les seves UCI el 85% dels bacteris tenien resistència a certs tipus d’antibiòtics. Les infeccions no van frenar i l’any 2015 es va estimar que els bacteris resistents a antibiòtics podien arribar a ser responsables de 30 milions de sepsis a l’any i, per tant, provocar aproximadament 5 milions de morts en tot el món. Malgrat aquestes dades preocupants, el pitjor encara està per arribar, segons Dr. de la Fuente-Nunez, el Govern Britànic hauria elaborat un estudi que presenta una pujada de la mortalitat a causa dels bacteris resistents als antibiòtics fins als 10 milions de persones l’any, al 2050. Per tot plegat, els experts d’arreu del món com Mikhail Shapiro enfatitzen en la importància de la recerca de nous antibiòtics diferents als tradicionals per frenar aquesta crisi, i aquí és on els pèptids d’origen vegetal com la guavanin 2 poden marcar la diferència. D’altra banda, encara cal avançar en la recerca d’aquest camp emergent, ja que a dia d’avui encara no hi ha cap pèptid modificat artificialment autoritzat per les grans organitzacions com la FDA, dirigit als humans. És per tot això que amb les propietats i característiques demostrades per la Guavanin 2 es postula com una de les futures grans solucions per la resistència a l’antibiòtic dels bacteris.

## Síntesi
El procés de síntesi d’un nou pèptid és particularment complicat, donat que els mètodes existents que s'utilitzen en la identificació de noves seqüències peptídiques es basen molt en la informació codificada en seqüències AMP dipositades en les bases de dades, fet que limita força la capacitat d’aquestes tècniques per identificar seqüències AMP desconegudes. En els mètodes de disseny assistits per computadora - semblen ser els més eficaços -, per exemple, si a una seqüència aminoacídica se li incorporen aminoàcids no proteïnogènics la tècnica ja no és capaç de reconèixer el pèptid com a tal. Aquest fet porta a pensar que, si bé s'ha explorat gran part de les seqüències peptídiques primàries, s'ha investigat poc en quan a les seqüències combinatòries d’AMP. Tot i així a la natura es poden identificar certs pèptids amb diferents característiques.
A partir d’aquí es va demostrar que aquestes seqüències provinents de plantes poden servir com a plantilla per dissenyar noves seqüències peptídiques.
Un estudi publicat el 16 d’abril de 2018 va utilitzar el pèptid Pg-AMP1 en concret com a plantilla per generar els pèptids de guavanina (provinent de la guayaba) per mitjà d’un algoritme genètic amb certs punts modificats amb l’objectiu de dissenyar pèptids innovadors.
Per explicar-ho més detalladament cal mencionar que, en general, els algoritmes genètics optimitzen una propietat particular (funció aptitud) per sobre una població de solucions (seqüències). Durant la síntesi d’aquests nous pèptids la funció aptitud de les seqüències aminoacídiques era la relació entre el moment hidrofòbic i la propensió a l'estructura helix-α. Es seleccionaren pèptids helicoïdals α amfipàtics, i seguidament es realitzaren 100 simulacions independents de l’algoritme, incloent els paràmetres següents: dues-centes cinquanta seqüències en la població (generades per encreuaments aleatoris en la primera repetició i encreuaments guiats per fitness en repeticions posteriors), els cinquanta que presentessin els pitjors valors d’aptitud resten per descartar, encreuament d’un sol punt i 0.5% de probabilitat de mutació.
El següent gràfic mostra els resultats de l'estudi mencionat anteriormente, en concret com a la 50ª interacció els valors de la funció aptitud milloraven i alhora no hi havia coindidència d’aquests amb els valors desats a la base de dades CAMP (Cationic Antimicrobial Peptides), indicador d’una solució subòptima i una composició diferent.

El grup final de guavanines seleccionades el formaren els compostos amb millors resultats en cada repetició concreta (guavanines 1-100). Aquestes guavanines, apart de riques en Arginina tenien en comú que utilitzaven residus Tyr com a contrapart hidròfoba. D’aquestes n’escolliren els 15 millors valors d’aptitud.
Ja que aquest experiment s'aturà abans d’arribar a la solució òptima (d’aquí que als resultats de l'estudi se li anomenaren subòptims), a aquestes 15 guavanines seleccionades se’ls hi va aplicar un modelat molecular ab initio per verificar la conformació de la helix- α, ja que és una de les propietats importants que es requeria a l’hora de dissenyar els nous pèptids. Les 15 van mostrar la conformació, verificant així que aquesta també es podia aconseguir fins i tot en solucions subòptimes.
A partir d’aquí es van posar a prova l'eficàcia de cada pèptid analitzant la seva activitat contra Pseudomonas aeruginosa y eritròcits humans. Les guavanines 2, 12, 13 i 14 van ser les que van presentar més potencial per desenvolupar fàrmacs (valors més baixos de CIM (concentracions inhibidores mínimes) i baixa toxicitat envers els eritròcits humans).